# Pierre Carles
Pierre Carles (2 aprile 1962) è un regista francese.
È noto per i suoi documentari di inchiesta sul sistema dei media e sulle forme organizzate di opposizione al modello di società capitalista.

## Filmografia

### Regista
- Juppé, forcément... (1995) - cortometraggio
- Pas vu, pas pris (1998)
- La sociologie est un sport de combat (2001)
- Enfin pris? (2002)
- Attention danger travail, co-regia di Christophe Coello e Stéphane Goxe (2003)
- Ni vieux ni traîtres, co-regia di Georges Minangoy (2005)
- Volem rien foutre al païs, co-regia di Christophe Coello e Stéphane Goxe (2006)
- Choron, dernière, co-regia di Eric Martin (2006)
- Fin de concession (2010)
- Opération Correa (2015)
- On revient de loin: Opération Correa 2, co-regia di Nina Faure (2016)
- Un berger à l'Elysée?, co-regia di Philippe Lespinasse (2017)

### Attore
- Aaltra, regia di Benoît Delépine e Gustave Kervern (2004)
- Nino (Une adolescence imaginaire de Nino Ferrer), regia di Thomas Bardinet (2011)